# Хедріх (Стеванович) Катіца
Катіца (Стевановіч) Хедріх (Katica (Stevanović) Hedrih *28 серпня 1944) — учений-механік. Професор. Почесний Академік АН ВШ України з 1996 р.
Народилася в с. Бобовіште (Сербія). Закінчила механіко-інженерний факультет університету м. Ніш (Сербія) зі ступенем бакалавра (1967) та аспірантуру Інституту математики АН УРСР під керівництвом академіка Ю. О. Митропольського. Магістр у галузі механіки (1972), доктор філософії в галузі технічних наук (1975). Повний професор університету м. Ніш (1986), завідувач кафедри механіки цього університету, співробітник Інституту математики Сербської АН.
Основні наукові роботи виконані в областях теорії коливань, теорії пружності і опору матеріалів, випадкових процесів і хаосу, механіки спадкових матеріалів, філософії природничих наук, історії механіки.
Автор понад 300 наукових праць, 3 монографій, понад 10 підручників. Монографію «Аналітична динаміка спадкових систем» (2001) написала в співавторстві з академіком АН ВШ України О. О. Горошком.
Член Югославської спілки механіків (1972), Товариство прикладної математики і механіки (1972), міжнародного товариства «Євромех» (1994), Американської академії механіки. Учений секретар Національного комітету з теоретичної і прикладної механіки Сербії. Засновник і редактор серії «Механіка, автоматичне керування і роботи» журналу «Acta Universitatis» університету м. Ніш (Сербія).
Лауреат Нагороди Святого Володимира АН ВШ України (2010).